# Institució Catalana de Recerca i Estudis Avançats
La Institució Catalana de Recerca i Estudis Avançats (ICREA) és una fundació creada el 2001 per la Generalitat de Catalunya, i està governada pel seu patronat. ICREA va néixer com a resposta a la necessitat de noves fórmules de contractació que permetessin competir en condicions d'igualtat amb altres sistemes de recerca, orientada a la contractació del personal científic i acadèmic més extraordinari i amb més talent. És una institució oberta que treballa amb les universitats catalanes i els centres de recerca per integrar els professors d'Investigació ICREA al sistema de recerca català. ICREA ofereix a investigadors d'arreu del món contractes permanents per a treballar a Catalunya. Amb els anys, ICREA ha arribat a esdevenir sinònim d'excel·lència acadèmica a escala mundial. Cada any ICREA ofereix noves posicions d'investigador i continua promovent la recerca a Catalunya. Els trets distintius d'ICREA són col·laboració, obertura internacional i excel·lència. Fins a l'any 2017, 254 investigadors de tots els camps del coneixement, des de filòsofs fins a astrofísics, duen a terme la seva recerca adscrits a unes 50 institucions de recerca de Catalunya.

## Programa ICREA
L'any 2008 va crear el programa ICREA Acadèmia, amb l'objectiu d'incentivar l'excel·lència investigadora del personal docent i investigador doctor amb vinculació permanent a les universitats de Catalunya. Es tracta d'un programa d'intensificació de la recerca destinat exclusivament al professorat universitari que està impartint docència i que es troba en fase plenament activa i d'expansió de la seva activitat investigadora. El programa vol contribuir a l'impuls de la recerca i a la retenció de talent investigador dins del sistema universitari de Catalunya. Des de la seva creació s'han concedit més de 400 ajuts ICREA Acadèmia, mitjançant convocatòries anuals. Des de l'edició de 2024 aquest programa és gestionat per l'Agència de Gestió d'Ajuts Universitaris i de Recerca (AGAUR).

## Vegeu més
- Web de la Institució Catalana de Recerca i Estudis Avançats